# Walworth Gate
Walworth Gate – osada w Anglii, w hrabstwie ceremonialnym Durham, w dystrykcie (unitary authority) Darlington. Leży 23 km na południe od miasta Durham i 356 km na północ od Londynu.